# WWE Crown Jewel (2021)
WWE Crown Jewel 2021 war eine Wrestling-Veranstaltung der WWE, die als Pay-per-View auf dem WWE Network und dem Streaming-Portal Peacock ausgestrahlt wurde. Sie fand am 21. Oktober 2021 in der Mohammed Abdu Arena in Riad, Saudi-Arabien statt. Es war die 3. Austragung von WWE Crown Jewel seit 2018.

## Hintergrund
Im Vorfeld der Veranstaltung wurden zehn Matches angesetzt. Diese resultierten aus den Storylines, die in den Wochen vor dem Pay-Per-View bei Raw und SmackDown, den wöchentlichen Shows der WWE gezeigt wurden.

## Ergebnisse
| Matchart                                                  |                                |      |                                                         | Zeit  |
| --------------------------------------------------------- | ------------------------------ | ---- | ------------------------------------------------------- | ----- |
| Tag-Team-Match Pre-Show-Match                             | The Usos Jimmy Uso und Jey Uso | bes. | The Hurt Business Cedric Alexander und Shelton Benjamin | 10:39 |
| Hell-In-A-Cell-Match                                      | Edge                           | bes. | Seth Rollins                                            | 27:25 |
| Singles-Match                                             | Mansoor                        | bes. | Mustafa Ali                                             | 10:06 |
| Tag-Team-Match um die Raw Tag Team Championship           | Randy Orton und Riddle (C)     | bes. | AJ Styles und Omos                                      | 8:29  |
| Singles-Match Queen’s Crown Tournament Finale             | Zelina Vega                    | bes. | Doudrop                                                 | 5:53  |
| No-Holds-Barred-Match                                     | Bill Goldberg                  | bes. | Bobby Lashley                                           | 11:23 |
| Singles-Match King of the Ring Tournament Finale          | Xavier Woods                   | bes. | Finn Bálor                                              | 9:37  |
| Singles-Match um die WWE Championship                     | Big E (C)                      | bes. | Drew McIntyre                                           | 13:23 |
| Triple-Threat-Match um die SmackDown Women’s Championship | Becky Lynch (C)                | bes. | Bianca Belair und Sasha Banks                           | 19:26 |
| Singles-Match um die WWE Universal Championship           | Roman Reigns (C)               | bes. | Brock Lesnar                                            | 12:17 |

| Funktion      | Name            |
| ------------- | --------------- |
| Kommentatoren | Byron Saxton    |
| Kommentatoren | Corey Graves    |
| Kommentatoren | Michael Cole    |
| Pre-Show      | Kayla Braxton   |
| Pre-Show      | Peter Rosenberg |
| Pre-Show      | Matt Camp       |
| Ringansager   | Greg Hamilton   |